# Chris Sutton (ciclista)
Christopher Sutton, detto Chris (Caringbah, 10 settembre 1984), è un ex ciclista su strada e pistard australiano, professionista dal 2006 al 2015. Velocista, in carriera vinse una tappa al Tour Down Under 2010 e una alla Vuelta a España 2011, e la Kuurne-Bruxelles-Kuurne 2011.

## Palmarès

### Strada
- 2002

Campionati australiani, Prova a cronometro Allievi
- 2003

5ª tappa Jayco Bay Cycling Classic (Crown Casino)
- 2005 (Cofidis, quattro vittorie)

Campionati australiani, Prova in linea Under 23
Joseph Sunde Memorial
Gran Premio Liberazione
Coppa Giuseppe Romita
- 2006 (Cofidis, una vittoria)

Cholet-Pays de Loire
- 2007 (Cofidis, tre vittorie)

5ª tappa Circuit de la Sarthe (Le Mans)
Châteauroux Classic de l'Indre
1ª tappa Tour du Poitou-Charentes et de la Vienne (La Rochelle)
- 2008 (Team Slipstream, una vittoria)

Classifica generale Delta Tour Zeeland
- 2009 (Team Garmin, quattro vittorie)

1ª tappa Tour of Britain (York)
2ª tappa Herald Sun Tour (Warrnambool)
3ª tappa Herald Sun Tour (Apollo Bay)
4ª tappa Herald Sun Tour (Barwon Heads)
- 2010 (Team Sky, tre vittorie)

Classifica generale Jayco Bay Cycling Classic
6ª tappa Tour Down Under (Adelaide)
3ª tappa Brixia Tour (Pisogne > Pisogne)
- 2011 (Team Sky, tre vittorie)

Kuurne-Bruxelles-Kuurne
2ª tappa Vuelta a España (La Nucia > Orihuela)
2ª tappa Tour de Wallonie Picarde (Menen > Poperinge)

#### Altri successi
- 2006 (Cofidis)

Criterium di Sutherland
- 2007 (Cofidis)

Criterium di Sutherland
- 2008 (Team Slipstream)

1ª tappa Giro d'Italia (cronosquadre, Palermo)

### Pista
- 2004

Campionati australiani, Corsa a punti
- 2005

Campionati australiani, Americana (con Chris Pascoe)

## Piazzamenti

### Grandi Giri
- Giro d'Italia

2008: ritirato (16ª tappa)
2010: 133º
2014: 153º
- Vuelta a España

2011: 163º

### Classiche monumento
- Milano-Sanremo

2008: ritirato
2009: 140º
2010: 99º
- Giro delle Fiandre

2009: 107º
2010: 88º
2012: ritirato
- Parigi-Roubaix

2008: 67º
2009: 95º
2010: 69º
2012: fuori tempo

### Competizioni mondiali
- Campionati del mondo su strada

Madrid 2005 - In linea Under-23: 5º
Copenaghen 2011 - In linea Elite: 72º